# Одиниця скорочень викидів
Одиниця скорочення викидів (ОСВ, англ. ERU) є одиницею, яка може передаватись в рамках механізму спільного впровадження Кіотського протоколу. Фактично являє собою одну тонну еквівалента СО2.
Прикладом проектів спільного впровадження в результаті чого одиниці скорочення викидів може бути утилізація шахтного метану з метою отримання тепла або електроенергії, впровадження когенерації, або інша діяльність, наслідком якої є економія викопного палива (вугілля, природний газ) або електроенергії. Для розрахунку ОСВ від проекту спільного впровадження використовуються коефіцієнти, запропоновані Міжнародною групою експертів з питань змін клімату у Оновленому керівництві щодо створення національних кадастрів парникових газів від 1996 року. Для прикладу - згідно із цим керівництвом коефіцієнт викидів СО2 для енергетичного вугілля становить приблизно 2,02 тонни еквівалента СО2 на тонну вугілля.